# ORGAN²/ASLSP

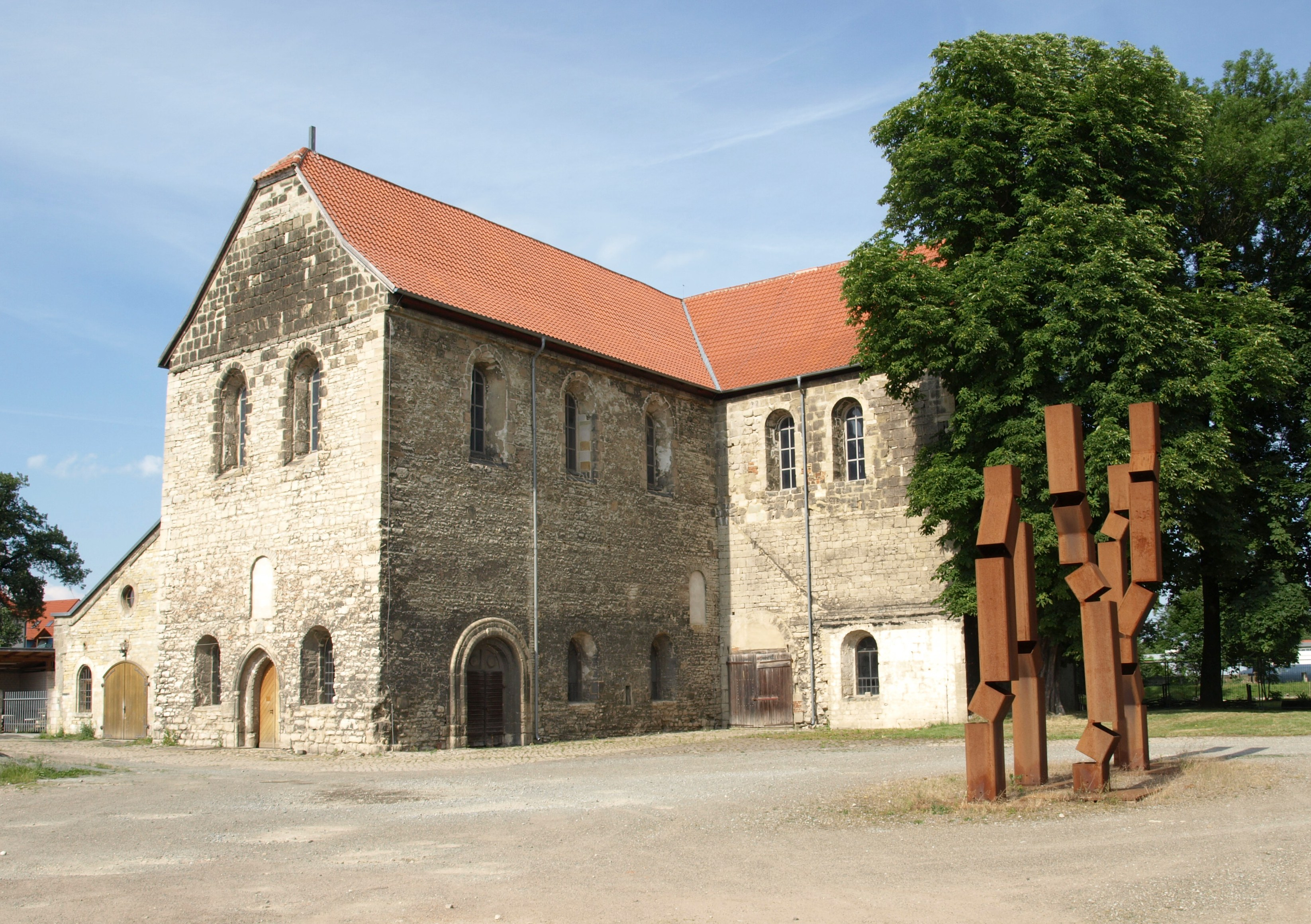
La iglesia de Sankt-Burchardi en Halberstadt, Alemania.

Organ²/ASLSP (As SLow aS Possible) es una pieza musical compuesta por John Cage y se trata de la interpretación musical más lenta y de mayor duración jamás efectuada. Se escribió en 1987 para órgano, adaptada originalmente de la obra anterior ASLSP de 1985 a sugerencia del organista Gerd Zacher. Una interpretación habitual de la pieza para piano dura entre 20 y 70 minutos. En 1985, Cage optó por omitir el detalle de "exactamente lo lento que la pieza debería tocarse".
La interpretación actual de la pieza en la iglesia de San Burchardi en Halberstadt, Alemania, empezó en 2001 y está programada para tener una duración de 639 años, finalizando en 2640.

## Interpretación en Halberstadt

### Contexto
Una conferencia de músicos y filósofos en 1997 trató las implicaciones de la indicación de Cage de tocar la pieza "lo más lento posible" ("as slow as possible"), teniendo en cuenta que un órgano no impone ningún límite temporal. El proyecto emergió decidiéndose interpretar la pieza para que durara un total de 639 años. Dado que un órgano que haya sido conservado adecuadamente no tiene una esperanza de vida finita, la longitud fue decidida sobre la base de que el órgano original situado en la iglesia de San Burchardi fue construido en 1361, 639 años antes de la fecha propuesta para empezar en el año 2000. Por lo tanto, la pieza será interpretada en la iglesia de San Burchardi en Halberstadt, empezando en el año 2000 y durando 639 años.
Además se eligió este sitio porque Michael Praetorius, un teórico y compositor musical muy importante, escribió en su tratado que el órgano con el primer teclado fue construido en la catedral de Halberstadt. El órgano fue el primero de su clase en tener un teclado de doce notas, tal y como el teclado que se emplea hoy en día. Por ello, podría decirse que la cuna de la música moderna estuvo en Halberstadt.
El lugar es San Burchardi, una de las iglesias más antiguas de la ciudad. Construida alrededor del año 1050 por Burchard de Nabburgo, esta iglesia funcionó como monasterio cisterciense durante más de 600 años. En la Guerra de los Treinta Años (1618-1648), San Burchardi fue destruida parcialmente pero reconstruida en 1711 y secularizada por Jérome, el hermano de Napoleón, en 1810. Durante 190 años la iglesia fue usada como establo, cobertizo, destilería y pocilga. San Burchardi fue redescubierta recientemente y ahora es el lugar donde tiene lugar este evento, que ha suscitado la fascinación de gente de todo el mundo.

## Performance complete
| músico                   | duración | comienzo del tiempo           | Ubicación                                                | Notes |
| ------------------------ | -------- | ----------------------------- | -------------------------------------------------------- | --- |
| Francesco Pio Gennarelli | 25.003   | 2025, 4 de marzo, 14.10 horas | Transmitido en vivo enYouTube desde Middlesex University | La actuación fue retransmitida en directo y se pudo ver en cualquier momento. La actuación completa está disponible en YouTube. Actualmente ostenta el récord de interpretación en vivo más larga de una sola pieza musical realizada por un ser humano. |

### El instrumento

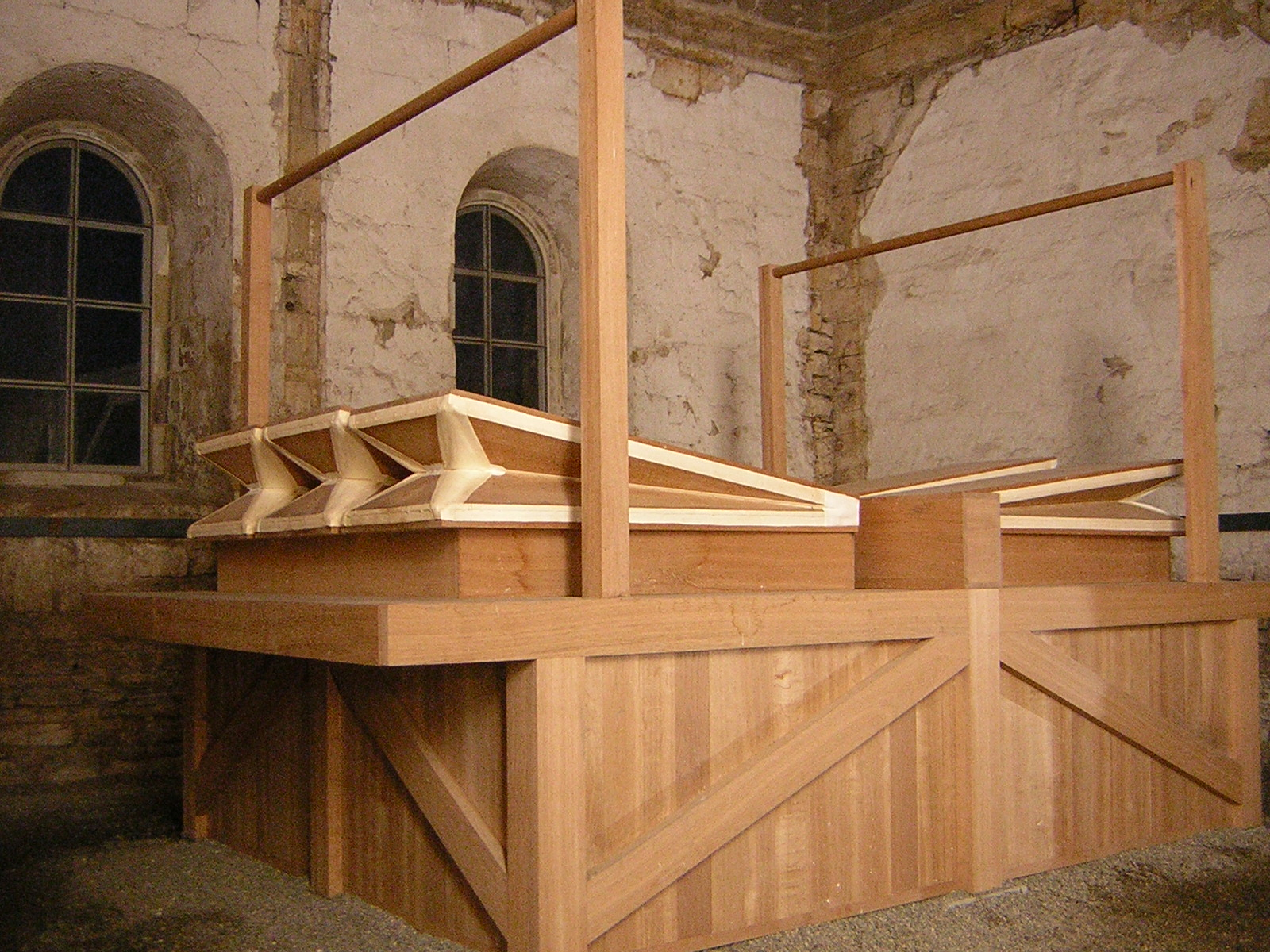
Los fuelles.

Se ha construido un órgano específico para esta interpretación, que fue terminado en 2009. Se encuentra en el transepto derecho de la iglesia, mientras que los fuelles están a la izquierda. Entre enero y mayo de 2005, contenía sólo seis tubos. Debido a que el instrumento suena continuamente, está en una caja de cristal acrílico que reduce las emisiones sonoras.

### La pieza

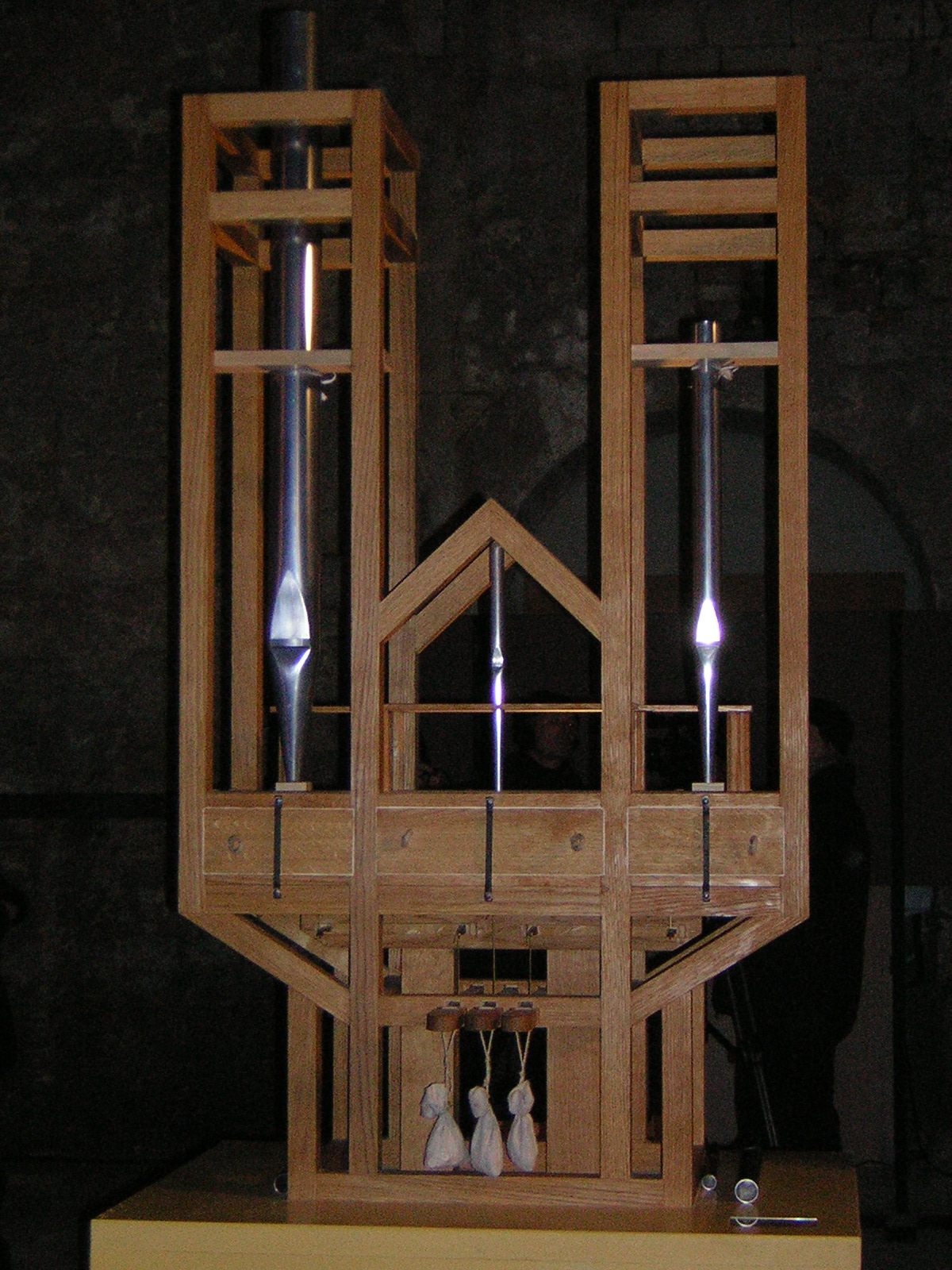
El órgano.

La partitura consta de ocho páginas, el tempo de las cuales está ajustado a la duración de 639 años, contando con una línea temporal debajo del pentagrama que marca cada año, con una división superior para cada década. El pentagrama tiene cinco claves, dos de sol y tres de fa.
La pieza fue un encargo de los Amigos del Instituto de verano Maryland para el Arte e Interpretaciones Creativas como un requisito contemporáneo para una competición de piano.

### Interpretación
La interpretación realmente empezó en la iglesia de San Burchardi el 5 de septiembre de 2001 con una pausa que duró hasta el 5 de febrero de 2003. El primer acorde se tocó durante dos años: desde entonces hasta el 5 de julio de 2005. El 5 de enero de 2006 se interpretó otro nuevo acorde, que acabó el 5 de julio de 2012. Era un acorde de tres notas: la3, do4 y fa♯4.
El último evento musical del órgano es un nuevo acorde (do4-la♭4). El 5 de julio de 2008, los pesos que mantenían los pedales del órgano fueron cambiados dando lugar al sexto cambio de acorde (do3-re♭3). Se añadieron ese mismo día dos tubos de órgano más para hacer el tono más complejo. Una máquina, llamada fuelle eléctrico, proporciona flujo continuo de aire que mantiene los tubos sonando todo el tiempo. El sonido que suena actualmente puede escucharse en el sitio web dedicado a este evento.
La interpretación durará hasta el 5 de septiembre de 2640.

### Cambios de sonido
La pieza empezó con un silencio de diecisiete meses, el 5 de septiembre de 2001, conmemorando el 89 aniversario del nacimiento del compositor John Cage. El primer sonido audible surgió el 5 de febrero de 2003. A continuación se enumeran los siguientes cambios.
- 5 de julio de 2004
- 5 de julio de 2005
- 5 de enero de 2006
- 5 de mayo de 2006
- 5 de julio de 2008
- 5 de noviembre de 2008
- 5 de febrero de 2009
- 5 de julio de 2010
- 5 de febrero de 2011
- 5 de agosto de 2011
- 5 de julio de 2012
- 5 de octubre de 2013
- 5 de septiembre de 2020
- 5 de febrero de 2022
- 5 de febrero de 2024

Durante esas fechas la iglesia recibe numerosas visitas, unas 10 000 cada año. El cambio de sonido del 5 de enero de 2006 está disponible en sonido en formato ogg.

### Placas memoriales

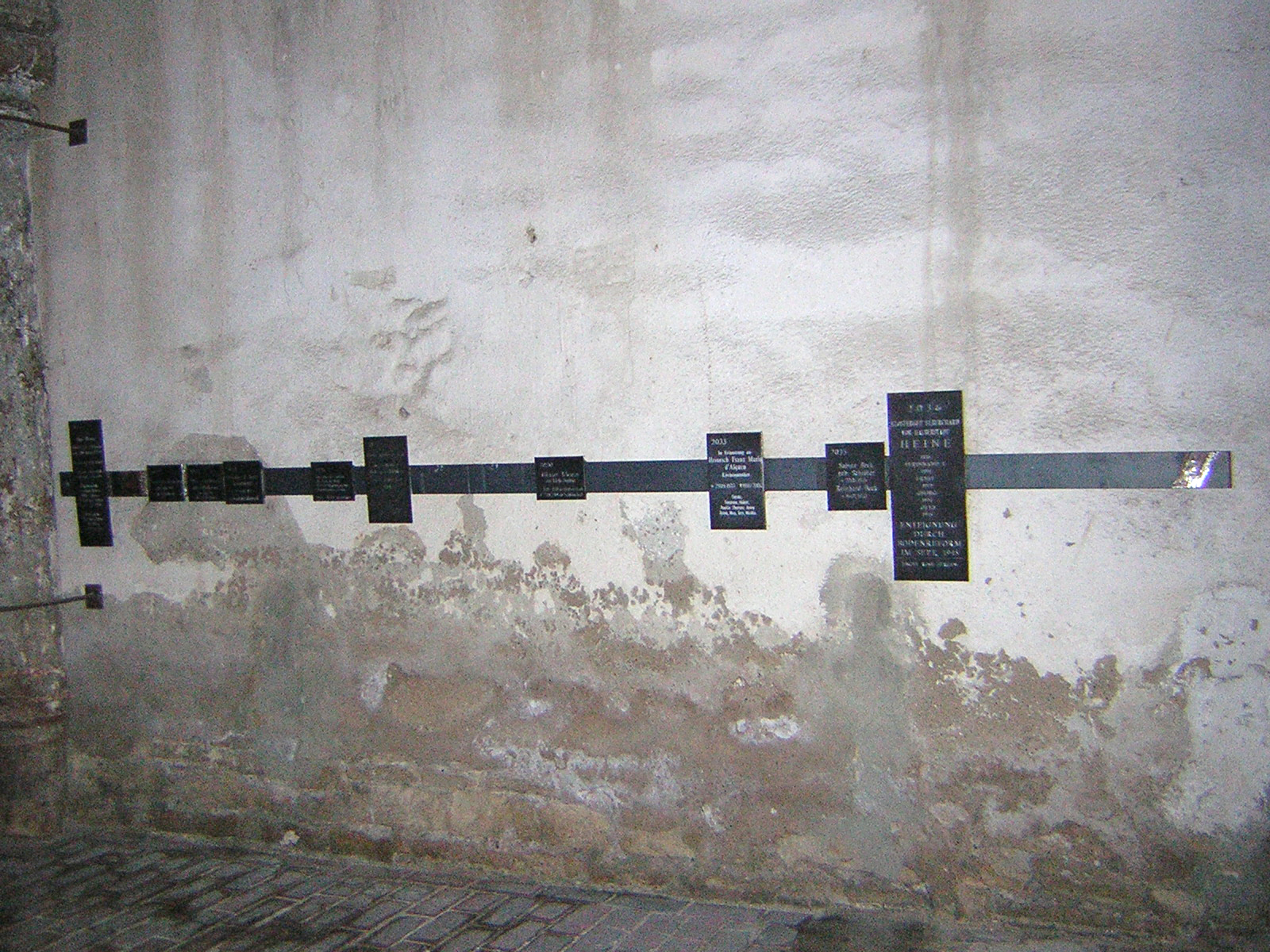
Placas memoriales en las paredes de la iglesia.

En la iglesia existen placas memoriales, una para cada año de la composición. Cualquier persona que done al menos 1000€ puede obtener una placa y definir el texto que quiera. En el sitio web del proyecto existe una lista de las placas que aún están disponibles.

## Otras interpretaciones

### Diane Luchese en la Universidad de Towson
El 5 de febrero de 2009, Diane Luchese interpretó "Organ²/ASLSP" desde las 8:45 AM hasta las 11:41 PM en la sala de conciertos Harold J. Kaplan de la Universidad de Towson, situada en Towson, Baltimore, Maryland (Estados Unidos). Esta interpretación de 14 horas y 56 minutos, completa y sin interrupciones, atendiendo estrictamente a las proporciones de la partitura original, es la interpretación documentada más larga por una única persona.